# Pimoa samyai
Pimoa samyai es una especie de araña del género Pimoa, familia Pimoidae. Fue descrita científicamente por Zhang & Li en 2020.
Habita en China. El holotipo masculino mide 6,92 mm y el paratipo femenino 10,51 mm.